# Агирре, Хосе Антонио
Хосе́ Анто́нио Аги́рре Леку́бе (баск. José Antonio Aguirre y Lecube; 6 марта 1904, Бильбао, Испания — 22 марта 1960, Париж, Франция) — испанский баскский политик, деятель баскского национализма, первый президент (леендакари) автономного сообщества Страна Басков (1936—1960).

## Биография
Среднее образование получил в первой в стране икастоле — школе, где всем предметам обучали только на баскском языке. Позже изучал право в университете Де́усто. В 1920 году умер его отец, и Агирре вместе с большой семьёй, в которой фактически стал главой, переехал в Алгорту. После завершения образования в 1926 году он отслужил в армии и затем устроился работать в юридическую фирму, позже открыв собственную. Параллельно он начал участвовать в управлении семейной фабрикой по производству шоколада, вскоре возглавив дело и достигнув в нём значительных успехов, а также получив известность благодаря проводимым им реформам, направленным на повышение благосостояния его рабочих; как юрист он также нередко оказывал помощь представителям бедных классов. Агирре также был футболистом, игравшим за клуб Атлетик Бильбао, и уже в конце 1920-х годов присоединился к Баскской националистической партии.
Во время Гражданской войны в Испании он остался верен Второй республике, сформировал в Стране Басков правительство, состоящее из представителей различных политических сил: четверых баскских националистов, троих социалистов, одного левого националиста, одного левого республиканца, одного центристского республиканца и одного коммуниста. При этом Агирре присягнул в базилике Св. Бегонии на верность католической религии. Агирре мобилизовал стотысячную армию, ставшую известной как «Euzko Gudarostea». Михаил Кольцов описал его как занимающего «крайне левую» позицию в собственной партии, составляющей «крайний правый» фланг Народного фронта.
Летом 1937 года националисты-франкисты прорвали так называемое железное кольцо — укрепления вокруг Бильбао — благодаря предательству одного из проектировавшего их инженера. Из-за падения Бильбао Агирре был вынужден бежать в Трусиос, а оттуда в Каталонию; после поражения республики эмигрировал во Францию. Во Франции он находился до 1940 года, после оккупации страны нацистами бежал в Швецию через Бельгию (где прятался в иезуитском колледже) и Германию (где прожил четыре месяца, оставив семью в Лёвене), снабжённый поддельным панамским паспортом, а 31 июля 1941 года вместе со своей женой и детьми отправился в Бразилию вновь по поддельным документам.
В 1941 году жил в Бразилии, Уругвае и Аргентине, в конце года уехал в США, где преподавал в Колумбийском университете Нью-Йорка и в мае 1942 года опубликовал книгу о своём бегстве через нацистскую Германию; на протяжении войны несколько раз выезжал в страны Латинской Америки, где вёл антифашистскую агитацию среди баскских диаспор. Был участником первой конференции ООН. В 1946 году переехал во Францию, где создал так называемое «баскское правительство в изгнании», закрытое французами в 1951 году, однако не прервал связей с США и, в частности, сотрудничал с ЦРУ по вопросам борьбы с коммунизмом в странах Латинской Америки, по-прежнему совершая туда поездки. В последние годы жизни много занимался общественной деятельностью, организовал международный конгресс баскских партий. Умер в Париже от сердечного приступа, был похоронен в приходе церкви Сен-Жан.